# Eclissi solare del 23 ottobre 1957
L'eclissi solare del 23 ottobre 1957 è un evento astronomico che ha avuto luogo il suddetto giorno attorno alle ore 4.54 UTC.
L'eclissi, di tipo totale, è stata visibile in alcune parti dell'Antartide e dell'Africa.
L'eclissi del 23 ottobre 1957 divenne la seconda eclissi solare nel 1957 e la 133ª nel XX secolo. La precedente eclissi solare si è verificata il 30 aprile 1957, la seguente il 19 aprile 1958.

## Percorso e visibilità
Durante l'evento, l'asse centrale dell'ombra si trovava al di fuori della superficie terrestre, per tale motivo non si è potuta vedere la totalità; in tale frangente l'ombra ha sfiorato la Terra della Regina Maud in Antartide, a nord-ovest del Mare di Weddell su un'area lunga circa 520 chilometri. Durante l'intero processo, la cintura dell'eclissi totale non ha attraversato nessuna terra emersa.

## Eclissi correlate

### Eclissi solari 1957 - 1960
Questa eclissi è un membro di una serie semestrale. Un'eclissi in una serie semestrale di eclissi solari si ripete approssimativamente ogni 177 giorni e 4 ore (un semestre) a nodi alternati dell'orbita della Luna.

### Ciclo di Saros 123
Questa eclissi è un membro di una serie semestrale. Un'eclissi in una serie semestrale di eclissi solari si ripete approssimativamente ogni 177 giorni e 4 ore (un semestre) in nodi alternati dell'orbita della Luna.